# Корольковые
Корольковые (лат. Regulidae) — семейство певчих воробьиных птиц. Включает два рода: Regulus (корольки; 5 видов) и Corthylio (только рубиновоголовый королёк). Ранее все виды семейства обычно причисляли к роду Regulus. В 2021 году рубиновоголовый королёк, обособленный от других корольковых генетически, морфологически и вокально, был выделен в монотипический род Corthylio.

## Классификация
Международный союз орнитологов выделяет 2 рода и 6 видов корольковых:
- Corthylio Cabanis, 1853
  - Corthylio calendula (Linnaeus, 1766) — Рубиновоголовый королёк
- Regulus Cuvier, 1800 — Корольки
  - Regulus ignicapilla (Temminck, 1820) — Красноголовый королёк
  - Regulus madeirensis Harcourt, 1851 — Мадейрский королёк
  - Regulus satrapa Lichtenstein, MHC, 1823 — Золотоголовый королёк
  - Regulus goodfellowi Ogilvie-Grant, 1906 — Тайваньский королёк
  - Regulus regulus (Linnaeus, 1758) — Желтоголовый королёк